# 3237 Victorplatt
3237 Victorplatt là một tiểu hành tinh vành đai chính với chu kỳ quỹ đạo là 1912.2626284 ngày (5.24 năm).
Nó được phát hiện ngày 25 tháng 9 năm 1984.